# Carlon Brown
Carlon Michael Brown (Riverside, 4 ottobre 1989) è un ex cestista statunitense.

## Palmarès
- All-NBDL All-Rookie Third Team (2013)